# شهرستان نیوتون (تگزاس)

موقعیت شهرستان در ایالت تگزاس

نیوتون یکی از شهرستان‌های ایالت تگزاس می‌باشد.
این شهرستان در شرق این ایالت است.
جمعیت این شهرستان در سال ۲۰۱۰ میلادی معادل ۱۴٬۴۴۵ نفر بود.